# Чернецкая, Мария Михайловна
Мария Михайловна Чернецкая (укр. Марія Михайлівна Чернецька; 1928—1997) — советский передовик производства в сельском хозяйстве. Герой Социалистического Труда (1948).

## Биография
Родилась 30 сентября 1928 года в селе Хатнее, Ольховатского района Харьковской области Украинской ССР в крестьянской семье.
C 1944 года в период Великой Отечественной войны работала в Фёдоровском свеклосовхозе Великобурлукского района, с 1947 года была назначена  звеньевой этого совхоза.
В 1947 году руководимое ею звено получило урожай пшеницы 35,8 центнера с гектара на площади 10 гектаров.
30 апреля 1948 года Указом Президиума Верховного Совета СССР «за получение высоких урожаев пшеницы при выполнении совхозом плана сдачи государству сельскохозяйственных продуктов в 1947 году и обеспеченности семенами зерновых культур для весеннего сева 1948 года»  Мария Михайловна Чернецкая была удостоена звания Героя Социалистического Труда с вручением Ордена Ленина и золотой медали «Серп и Молот».
В последующие годы жила в посёлке Приколотное, Великобурлукского района, Харьковской области Украины.

## Награды
- Герой Социалистического Труда (30.04.1948)
- Медаль «Серп и Молот» (30.04.1948)
- Орден Ленина (30.04.1948)
- Медаль «За трудовую доблесть» (29.08.1949)